# Takahiro Tsuruda
Takahiro Tsuruda (jap. 鶴田峻大 Tsuruda Takahiro; ur. 7 grudnia 1995) – japoński zapaśnik walczący w stylu klasycznym. Zajął dziewiętnaste miejsce na mistrzostwach świata w 2021 roku. 
Brązowy medalista igrzysk azjatyckich w 2022, a także mistrzostw Azji w 2022; czwarty w 2020 roku.